# Halma

Plansza od 2 do 4 graczy

Halma (z greckiego άλμα – "skok") – gra planszowa wymyślona w 1883 lub 1884 roku przez Amerykanina George'a Howarda Monksa. Rozgrywana jest na kwadratowej szachownicy złożonej z 256 pól (16x16). W grze mogą uczestniczyć 2 lub 4 osoby. Zadaniem jest przeprowadzenie wszystkich pionków (znajdujących się na początku partii w przydzielonym danemu zawodnikowi rogu) do przeciwległego narożnika. Zwycięzcą zostaje gracz, który osiągnie ten cel jako pierwszy.

## Zasady gry
Rozpoczynający grę jest wyznaczany przez losowanie. Potem gracze na zmianę przesuwają swoje piony. Każdemu z uczestników wolno, gdy na niego przypada wykonanie ruchu, przesunąć tylko jeden ze swoich pionów. Piony można przestawić lub wykonać skok przez pion przeciwnika. Jednakże nie wolno tego łączyć w jeden ruch.
Piony są przesuwane na dowolne pole graniczące z tym, na którym się obecnie znajdują.
Jeśli pole sąsiadujące jest zajęte przez pion własny lub przeciwnika, to może on zostać przeskoczony tylko wtedy, kiedy w kierunku wykonywanego ruchu za danym pionem znajduje się wolne pole. Skoki są dozwolone we wszystkich kierunkach. Pionów nie bije się wzajemnie.
Jednym ruchem wolno przeskoczyć wiele pionów, przy czym można zmieniać kierunek wykonywalnych skoków, np. skakać zygzakiem.
Nie istnieje przymus skakania. Skok łączony może być przerwany w dowolnym miejscu nawet wtedy, gdy można wykonać kolejny lub kolejne skoki.
W grze zwycięża ten z graczy, któremu uda się jako pierwszemu przeprowadzić wszystkie swoje piony do przeciwległego narożnika.
Najczęściej po rozstawieniu wszystkich pionków na szachownicy jeżeli grają ze sobą dwaj gracze otrzymują po 19 pionków, a jeżeli 4, to po 13. Jest możliwość także rozegrania partii w 3 osoby.